# Rudolf Haag
Rudolf Haag (Tübingen, 17 de agosto de 1922 – 5 de janeiro de 2016) foi um físico alemão.
Ficou mundialmente conhecido pelas suas contribuições para a formulação algébrica dos axiomas da teoria quântica dos campos, chamados teoria quântica dos campos locais, e pela formulação do teorema de Haag, que demonstra a não existência de um operador da evolução temporal na representação de Dirac.

## Vida
Haag estudou física na Universidade de Stuttgart, de 1948 a 1954, e trabalhou em sua dissertação na Universidade de Munique, tendo como orientador Fritz Bopp. De 1956 a 1957 trabalhou no Instituto Max Planck em Göttingen. Depois de concluir um ano como professor visitante na Universidade de Princeton e Universidade de Marseille, foi professor de física na Universidade de Illinois em Urbana-Champaign durante seis anos.
Em 1956 fundou o periódico Communications in Mathematical Physics, do qual foi editor chefe por oito anos. Após 1966 lecionou física teórica na Universidade de Hamburgo, até sua aposentadoria.
Rudolf Haag foi premiado com a medalha Max Planck em 1970 e com o prêmio Henri Poincaré pela Associação Internacional de Física Matemática, em 1997.

## Carreira científica
No início de sua carreira, Haag contribuiu significativamente para os conceitos da teoria quântica de campos, incluindo o teorema de Haag, do qual se conclui que a representação de interação da mecânica quântica não existe na teoria quântica de campos. Uma nova abordagem para descrever processos de espalhamento de partículas tornou-se necessária. Nos anos seguintes, Haag desenvolveu o que ficou conhecido como teoria de espalhamento de Haag-Ruelle.
Durante esse trabalho, ele percebeu que a relação rígida entre campos e partículas que havia sido postulada até então não existia, e que a interpretação de partículas deveria ser baseada no princípio de localidade de Albert Einstein, que atribui operadores a regiões do espaço-tempo. Esses insights encontraram sua formulação final nos axiomas de Haag-Kastler para observáveis locais de teorias quânticas de campos. Esse framework utiliza elementos da teoria das álgebras de operadores e, portanto, é referido como teoria quântica de campos axiomática ou, do ponto de vista físico, como física quântica local.
Esse conceito mostrou-se frutífero para entender as propriedades fundamentais de qualquer teoria no espaço de Minkowski quadridimensional. Sem fazer suposições sobre campos não observáveis de mudança de carga, Haag, em colaboração com Sergio Doplicher e John E. Roberts, elucidou a possível estrutura dos setores de superseleção dos observáveis em teorias com forças de curto alcance. Os setores podem sempre ser compostos uns com os outros, cada setor satisfaz estatísticas para-Bose ou para-Fermi, e para cada setor existe um setor conjugado. Esses insights correspondem à aditividade de cargas na interpretação de partículas, à alternativa Bose-Fermi para estatísticas de partículas e à existência de antipartículas. No caso especial de setores simples, um grupo de gauge global e campos portadores de carga, que podem gerar todos os setores a partir do estado de vácuo, foram reconstruídos a partir dos observáveis. Esses resultados foram posteriormente generalizados para setores arbitrários no teorema de dualidade de Doplicher-Roberts. A aplicação desses métodos a teorias em espaços de baixa dimensão também levou à compreensão da ocorrência de estatísticas de grupo de tranças e grupos quânticos.
Na mecânica estatística quântica, Haag, junto com Nicolaas M. Hugenholtz e Marinus Winnink, conseguiu generalizar a caracterização de Gibbs–von Neumann dos estados de equilíbrio térmico usando a condição KMS (nomeada em homenagem a Ryogo Kubo, Paul C. Martin e Julian Schwinger) de forma que ela se estenda a sistemas infinitos no limite termodinâmico. Verificou-se que essa condição também desempenha um papel proeminente na teoria das álgebras de von Neumann e resultou na teoria de Tomita-Takesaki. Essa teoria provou ser um elemento central na análise estrutural e recentemente também na construção de modelos concretos de teoria quântica de campos. Juntamente com Daniel Kastler e Ewa Trych-Pohlmeyer, Haag também conseguiu derivar a condição KMS a partir das propriedades de estabilidade dos estados de equilíbrio térmico. Juntamente com Huzihiro Araki, Daniel Kastler e Masamichi Takesaki, ele também desenvolveu uma teoria de potencial químico nesse contexto.
O framework criado por Haag e Kastler para estudar teorias quânticas de campos no espaço de Minkowski pode ser transferido para teorias em espaços-tempo curvos. Ao trabalhar com Klaus Fredenhagen, Heide Narnhofer e Ulrich Stein, Haag fez contribuições importantes para a compreensão do efeito Unruh e da radiação de Hawking.
Haag tinha uma certa desconfiança em relação ao que considerava desenvolvimentos especulativos na física teórica mas ocasionalmente lidava com tais questões. A contribuição mais conhecida é o teorema de Haag-Łopuszański-Sohnius, que classifica as possíveis supersimetrias da matriz S que não são abrangidas pelo teorema de Coleman-Mandula.

## Publicações

### Livro didático
- Haag, Rudolf (1996). Local quantum physics: Fields, particles, algebras 2 ed. [S.l.]: Springer-Verlag Berlin Heidelberg. ISBN 978-3-540-61049-6. doi:10.1007/978-3-642-61458-3

### Trabalhos científicos selecionados
- Haag, Rudolf (1955). «On quantum field theories». Dan. Mat. Fys. Medd. 29 (12): 1–37 (Haag's theorem.)

- Haag, Rudolf (1958). «Quantum field theories with composite particles and asymptotic conditions». Physical Review. 112 (2): 669–673. Bibcode:1958PhRv..112..669H. doi:10.1103/PhysRev.112.669 (Haag–Ruelle scattering theory.)

- Haag, Rudolf; Kastler, Daniel (1964). «An Algebraic approach to quantum field theory». Journal of Mathematical Physics. 5 (7): 848–861. Bibcode:1964JMP.....5..848H. doi:10.1063/1.1704187 (Haag–Kastler axioms.)

- Doplicher, Sergio; Haag, Rudolf; Roberts, John E. (1971). «Local observables and particle statistics. 1». Communications in Mathematical Physics. 23 (3): 199–230. Bibcode:1971CMaPh..23..199D. doi:10.1007/BF01877742

- Doplicher, Sergio; Haag, Rudolf; Roberts, John E. (1974). «Local observables and particle statistics. 2». Communications in Mathematical Physics. 35 (1): 49–85. Bibcode:1974CMaPh..35...49D. doi:10.1007/BF01646454 (Doplicher-Haag-Roberts analysis of the superselection structure.)

- Haag, Rudolf; Hugenholtz, Nico M.; Winnink, Marius (1967). «On the Equilibrium states in quantum statistical mechanics». Communications in Mathematical Physics. 5 (3): 215–236. Bibcode:1967CMaPh...5..215H. doi:10.1007/BF01646342 (KMS condition.)

- Haag, Rudolf; Kastler, Daniel; Trych-Pohlmeyer, Ewa B. (1974). «Stability and equilibrium states». Communications in Mathematical Physics. 38 (3): 173–193. Bibcode:1974CMaPh..38..173H. doi:10.1007/BF01651541 (Stability and KMS condition.)

- Araki, Huzihiro; Kastler, Daniel; Takesaki, Masamichi; Haag, Rudolf (1977). «Extension of KMS States and Chemical Potential». Communications in Mathematical Physics. 53 (2): 97–134. Bibcode:1977CMaPh..53...97A. doi:10.1007/BF01609126 (KMS condition and chemical potential.)

- Haag, Rudolf; Narnhofer, Heide; Stein, Ulrich (1984). «On Quantum Field Theory in Gravitational Background». Communications in Mathematical Physics. 94 (2): 219–238. Bibcode:1984CMaPh..94..219H. doi:10.1007/BF01209302 (Unruh effect.)

- Fredenhagen, Klaus; Haag, Rudolf (1990). «On the Derivation of Hawking Radiation Associated With the Formation of a Black Hole». Communications in Mathematical Physics. 127 (2): 273–284. Bibcode:1990CMaPh.127..273F. doi:10.1007/BF02096757 (Hawking radiation.)

- Haag, Rudolf; Lopuszanski, Jan T.; Sohnius, Martin (1975). «All possible generators of supersymmetries of the S-matrix». Nuclear Physics B. 88 (2): 257–274. Bibcode:1975NuPhB..88..257H. doi:10.1016/0550-3213(75)90279-5 (Classification of Supersymmetry.)

- Haag, Rudolf (1990). «Fundamental Irreversibility and the Concept of Events». Communications in Mathematical Physics. 132 (1): 245–252. Bibcode:1990CMaPh.132..245H. doi:10.1007/BF02278010 (Concept of Event.)

### Outros
- Buchholz, Detlev; Haag, Rudolf (2000). «The Quest for understanding in relativistic quantum physics». Journal of Mathematical Physics. 41 (6): 3674–3697. Bibcode:2000JMP....41.3674B. arXiv:hep-th/9910243. doi:10.1063/1.533324

- Haag, Rudolf (2000). «Questions in quantum physics: A Personal view». Mathematical Physics 2000: 87–100. Bibcode:2000hep.th....1006H. ISBN 978-1-86094-230-3. arXiv:hep-th/0001006. doi:10.1142/9781848160224_0005

- Haag, Rudolf (2010). «Some people and some problems met in half a century of commitment to mathematical physics». The European Physical Journal H. 35 (3): 263–307. Bibcode:2010EPJH...35..263H. doi:10.1140/epjh/e2010-10032-4

- Haag, Rudolf (2010). «Local algebras. A look back at the early years and at some achievements and missed opportunities». The European Physical Journal H. 35 (3): 255–261. Bibcode:2010EPJH...35..255H. doi:10.1140/epjh/e2010-10042-7

- Haag, Rudolf (2015). «Faces of Quantum Physics». The Message of Quantum Science. Col: Lecture Notes in Physics. 899. [S.l.]: Springer, Berlin, Heidelberg. pp. 219–234. ISBN 978-3-662-46422-9. doi:10.1007/978-3-662-46422-9_9

- Haag, Rudolf (2019). «On quantum theory». International Journal of Quantum Information. 17 (4): 1950037–1–9. Bibcode:2019IJQI...1750037H. doi:10.1142/S0219749919500370

## Leitura recomendada
- Kastler, Daniel. "Rudolf Haag - Eighty Years".  Communications in Mathematical Physics. [S.l.: s.n.] ISSN 0010-3616